# Brian Rowsom
Brian Maurice Rowsom (nacido el 23 de diciembre de 1965 en Newark, Nueva Jersey) es un exjugador y actual entrenador de baloncesto estadounidense que jugó tres temporadas en la NBA y posteriormente en diferentes ligas europeas. Con 2,06 metros de estatura, jugaba en la posición de base. 

## Trayectoria deportiva

### Universidad
Jugó cuatro temporadas con los Seahawks de la Universidad de Carolina del Norte en Wilmington, en las que promedió 17,8 puntos y 8,8 rebotes por partido. En sus dos últimas temporadas fue incluido en el mejor quinteto de la Colonial Athletic Association.

### Profesional
Fue elegido en la trigésimo cuarta posición del Draft de la NBA de 1987 por Indiana Pacers, con los que únicamente disputó cuatro partidos, en los que promedió 1,5 puntos y 1,3 rebotes, siendo despedido en el mes de diciembre.
Fichó entonces con el Pau-Orthez de la liga francesa, regresando a su país en 1988 para fichar como agente libre por los Charlotte Hornets. Allí jugó dos temporadas, siendo la más destacada la primera, en la que promedió 6,6 puntos y 4,0 rebotes por partido.
En 1991 se marchó a jugar al Hapoel Eilat de la liga israelí, donde jugó cuatro temporadas, en las que promedió 17,8 puntos y 6,9 rebotes por partido. Acabó su carrera como jugador disputando una temporada con los Manchester Giants de la liga inglesa.

### Entrenador
Empezó su carrera como entrenador en 2004 en la Ontario Professional Basketball Association, una liga canadiense, dirigiendo a los Guelph Gladiators. De ahí pasó al año siguiente a dirigir a los Carolina Thunder de la ABA, donde fue elegido entrenador del año. Entre 2006 y 2008 dirigió a los Brevard Blue Ducks de una liga menor en el estado de Florida, para dirigir posteriormente equipos en Japón y en Catar.

## Estadísticas de su carrera en la NBA

### Temporada regular
| Temporada | Edad | Equipo            | Liga | P  | TIT | MIN  | TC  | TCA | %TC  | 3P  | 3PA | %3P   | TL  | TLA | %TL   | R.OF. | R.DEF. | REB | ASIS | ROB | TAP | PER | FP  | PTS |
| 1987-88   | 22   | Indiana Pacers    | NBA  | 4  | 0   | 4.0  | 0.0 | 1.5 | .000 | 0.0 | 0.0 |       | 1.5 | 1.5 | 1.000 | 0.3   | 1.0    | 1.3 | 0.3  | 0.3 | 0.0 | 0.3 | 0.8 | 1.5 |
| 1988-89   | 23   | Charlotte Hornets | NBA  | 34 | 0   | 15.2 | 2.4 | 4.8 | .494 | 0.0 | 0.0 | 1.000 | 1.9 | 2.4 | .802  | 1.6   | 2.4    | 4.0 | 0.7  | 0.3 | 0.4 | 0.5 | 2.0 | 6.6 |
| 1989-90   | 24   | Charlotte Hornets | NBA  | 44 | 2   | 12.7 | 1.8 | 4.1 | .436 | 0.0 | 0.0 | .500  | 1.5 | 1.9 | .819  | 1.0   | 2.0    | 3.0 | 0.5  | 0.4 | 0.3 | 0.6 | 1.3 | 5.1 |
| Total     |      |                   | NBA  | 82 | 2   | 13.3 | 1.9 | 4.2 | .455 | 0.0 | 0.0 | .667  | 1.7 | 2.1 | .818  | 1.2   | 2.1    | 3.3 | 0.6  | 0.4 | 0.3 | 0.5 | 1.6 | 5.6 |